# 東芝アラカルトサロン・しあわせの味
『東芝アラカルトサロン・しあわせの味』（とうしばアラカルトサロン・しあわせのあじ）は、1973年4月7日から1976年12月25日まで日本テレビ系列局で放送されていた日本テレビ製作の料理番組である。東京芝浦電気（現・東芝）と東芝住宅建材によるグループ単独提供。

## 概要
料理人の講師を招き、それ以外に有名人のゲストを招いたトークで構成されていた。調理には、当時東芝から発売されていた電子レンジ「アラカルト」を使用していた。
番組タイトルは、当時テレビ放送されていたアラカルトのCMソングに由来する。
1974年10月5日放送分より、番組タイトルが『東芝アラカルトサロン・しあわせの味』→『東芝テレビ料理教室・しあわせの味』に変更された。

## 放送時間
いずれも日本標準時。
- 土曜 10:15 - 10:30 （1973年4月7日 - 1974年3月30日）[2]
- 土曜 10:45 - 11:00 （1974年4月6日 - 1974年9月28日）[2]
- 土曜 13:00 - 13:15 （1974年10月5日 - 1975年3月29日）[2][3]
- 土曜 13:15 - 13:30 （1975年4月12日 - 1976年12月25日）[2][4]

## 番組タイトル
- 放送開始（1973年4月7日） - 1974年9月28日：東芝アラカルトサロン・しあわせの味
- 1974年10月5日 - 最終回（1976年12月25日）：東芝テレビ料理教室・しあわせの味

## 年表
- 1973年（昭和48年）
  - 4月7日 ‐ 『東芝アラカルトサロン・しあわせの味』が放送開始。放送時間は毎週土曜日の朝10:15 － 10:30で、司会は関口宏と小橋玲子。
  - 9月29日 - 4月7日の放送開始から司会を務めた小橋玲子が番組を卒業。
  - 10月6日 - 小橋玲子の後任として、司会に島かおり・杉田かおるが新加入。関口宏と共にフレッシュトリオとして司会を務める。
- 1974年（昭和49年）
  - 4月6日 - 放送時間が毎週土曜日の朝10:45 - 11:00に変更。
  - 9月29日 - フレッシュトリオとして司会を務めた関口宏・島かおり・杉田かおるが番組を卒業。
  - 10月5日 - 関口宏・島かおり・杉田かおるの後任として、江利チエミが司会として初登場。放送時間が毎週土曜日の昼13:00 - 13:15に、番組タイトルが『東芝テレビ料理教室・しあわせの味』に変更。
- 1975年（昭和50年）
  - 4月5日 - この日のみ放送時間が 朝10:00 - 10:15。
  - 4月12日 ‐ 放送時間が毎週土曜日の昼13:15 ‐ 13:30に変更。
  - 12月27日 - 1974年10月5日から司会を務めた江利チエミが番組を卒業。
- 1976年（昭和51年）
  - 1月10日 - 江利チエミの後任として、和泉雅子が司会として初登場。
  - 12月25日 - 『東芝テレビ料理教室・しあわせの味』、放送終了。

## 出演者
- 関口宏（初代司会・1973年4月7日 - 1974年9月28日）
- 小橋玲子（初代司会・1973年4月7日 - 1973年9月29日）
- 島かおり（2代目司会・1973年10月6日 - 1974年9月28日）
- 杉田かおる（2代目司会・1973年10月6日 - 1974年9月28日）
- 江利チエミ（3代目司会・1974年10月5日 - 1975年12月27日）
- 和泉雅子（4代目司会・1976年 1月10日 - 1976年12月25日（最終回））ほか

## 放送局
特記なきものは、『毎日新聞』1973年11月3日付朝刊24面、本作広告に明記されてある放送時間。
- 日本テレビ
- 札幌テレビ：土曜 10:45 - 11:00
- 青森放送：土曜 10:15 - 10:30
- テレビ岩手：土曜 10:15 - 10:30（1976年12月終了時は、土曜 10:45 - 11:00に放送[5]）
- 秋田放送：土曜 10:15 - 10:30
- 山形放送：土曜 11:15 - 11:30
- ミヤギテレビ：土曜 11:15 - 11:30（1976年12月終了時は、土曜 10:45 - 11:00に放送[5]）
- 福島中央テレビ：土曜 10:45 - 11:00（1973年10月放送開始。1976年12月の終了時も同時間帯で放送[6]）
- 新潟総合テレビ：土曜 11:00 - 11:15
- 信越放送：土曜 11:15 - 11:30
- 山梨放送：土曜 11:15 - 11:30
- 北陸放送：土曜 11:15 - 11:30
- 福井放送：土曜 10:15 - 10:30
- 静岡放送：土曜 7:55 - 8:10
- 中京テレビ：土曜 10:15 - 10:30
- よみうりテレビ：土曜 10:15 - 10:30
- 日本海テレビ：土曜 10:15 - 10:30
- 西日本放送：土曜 11:00 - 11:15
- 広島テレビ：土曜 11:15 - 11:30
- 山口放送：土曜 10:45 - 11:00
- 四国放送：土曜 11:00 - 11:15
- 南海放送：土曜 11:00 - 11:15
- 高知放送：土曜 11:00 - 11:15
- 福岡放送：土曜 10:15 - 10:30
- 長崎放送：土曜 10:45 - 11:00
- 大分放送：土曜 10:15 - 10:30
- 宮崎放送：土曜 10:15 - 10:30
- 熊本放送：土曜 11:30 - 11:45
- 南日本放送：土曜 12:15 - 12:30
- 沖縄テレビ：土曜 10:45 - 11:00